# Міжнародний аеропорт імені Беназір Бхутто
Міжнародний аеропорт імені Беназір Бхутто (урду بینظیر بھٹو بین الاقوامی ہوائی اڈا, IATA: ISB, ICAO: OPRN) — колишній третій за величиною аеропорт Пакистану, який обслуговує столицю Ісламабад та його місто-побратим Равалпінді. Раніше відомий як міжнародний аеропорт Ісламабаду, 21 червня 2008 року він був перейменований на честь покійного лідера країни Беназір Бхутто, тодішньої прем'єр-міністра Пакистану. Аеропорт фактично знаходиться за межами Ісламабаду, в районі повітряних сил, Равалпінді. Будучи головним аеропортом для столиці Пакистану часто приймає посадових осіб і громадян з інших країн. Аеродром спільно з транспортними та зв'язку ескадрилей ВПС Пакистану, який відноситься до нього як СУП бази Нур Хана. Летовище було зачинено 3 травня 2018-го року, а всі операції були перенесені в новий аеропорт.

## Історія
У 2008-2009 фінансовому році, 3136664 пасажирів скористалися Міжнародним аеропортом імені Беназір Бхутто і було зафіксовано 34025 вильоти повітряних суден. Аеропорт служить центром для авіаперевізника Pakistan International Airlines. Він також є центром Shaheen Air International і фокус міста Airblue.
Уряд нещодавно запустила рупій. 399 млн проект з оновлення та розширення аеропорту в тому числі 518 на 23 м (1 700 на 75 футів) таксі шлях посиланням поруч з самотньою злітно-посадкової смуги аеропорту. Реконструкція була завершена до березня 2015 року.
У зв'язку з постійно зростаючою потребою в кращих об'єктів і послуг, доступних для пасажирів, то уряд Пакистану попудував новий аеропорт.

## Послуги
Міжнародний аеропорт Беназір Бхутто є цивільним і військовим аеропортом, який приймає особливо важливих осіб, а також державні планові операції для багатьох авіакомпаній. Іноземних дипломатів, урядовців високого рівня, а також військових зустрічають в цьому аеропорту.
Тепер аеропорт здатний обробляти одинадцять широкофюзеляжних літаків за годину, з додатковими п'ятьма паркувальними місцями для літаків авіації загального призначення. Він не може вмістити великих літаків, таких як Airbus A380 або Boeing 747-8. На даний момент тут не встановлено будь-яких повітряних мостів, тому автобуси доставлятимуть пасажирів з терміналу аеропорту до літака, де використовуються повітряні сходи.

## Авіакомпанії і напрямки

### Пасажирський термінал
| Авіакомпанія                                           | Пункт призначення |
| ------------------------------------------------------ | --- |
| Air Arabia                                             | Ras al-Khaimah |
| Air China                                              | Beijing–Capital1 |
| Airblue                                                | Абу-Дабі, Dubai–International, Karachi, Multan, Rahim Yar Khan, Шарджі |
| China Southern Airlines                                | Урумчі |
| Emirates                                               | Dubai–International |
| Etihad Airways                                         | Абу-Дабі |
| Gulf Air                                               | Бахрейн |
| Kam Air                                                | Kabul |
| Kuwait Airways                                         | Кувейт |
| Oman Air                                               | Маскат |
| Pakistan International Airlines                        | Абу-Дабі, Bahawalpur, Барселона, Beijing–Capital, Бірмінгем, Chitral, Копенгаген, Dammam, Dera Ghazi Khan, Dera Ismail Khan, Доха, Dubai–International, Gilgit, Джидда, Kabul, Karachi, Куала-Лумпур, Кувейт, Lahore, London–Heathrow, Манчестер, Мілан-Мальпенса, Multan, Маскат, Nawabshah, Осло-Гардермуен, Paris–Charles de Gaulle, Peshawar, Quetta, Rahim Yar Khan, Ер-Ріяд, Шарджі, Sialkot, Skardu, Sukkur, Tokyo–Narita, Toronto–Pearson, Zhob |
| Qatar Airways                                          | Доха |
| Rayyan Air operated by Pakistan International Airlines | Charter: Kashgar |
| Safi Airways                                           | Kabul |
| Saudia                                                 | Dammam, Джидда, Ер-Ріяд |
| Shaheen Air                                            | Абу-Дабі, Dammam, Dubai–International, Karachi, Манчестер, Ер-Ріяд |
| Thai Airways International                             | Bangkok–Suvarnabhumi |
| Turkish Airlines                                       | Баку, Istanbul–Atatürk |

*Notes:
1: Air China's flight from Islamabad to Beijing continues on to Karachi. However, Air China does not have eighth freedom rights to carry passengers solely from Islamabad to Karachi.

### Вантажний термінал
| Авіакомпанія           | Пункт призначення                                     |
| ---------------------- | ----------------------------------------------------- |
| TCS Courier            | Dubai–International, Karachi, Lahore, London–Heathrow |
| Turkish Airlines Cargo | Bangkok–Suvarnabhumi, Бішкек, Istanbul–Atatürk        |

## Катастрофи і події

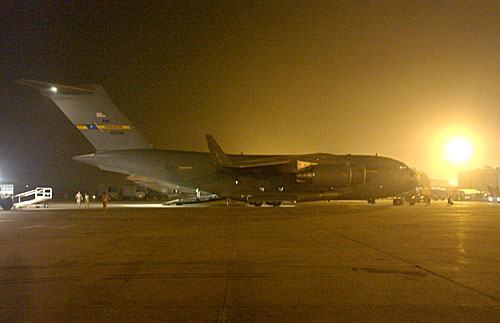
The US Air Force was a regular visitor to the airport, providing relief goods for the 2005 Kashmir earthquake, photographed 2005

- On 1 August 1948, an Onzeair Avro 691 Lancastrian XPP crash landed at the airport, due to poor adjustment by the foreign pilot and insecure cargo loads in the cabin causing the weight to alter causing the aircraft to become unbalanced. The aircraft was written off. [джерело?]
- On 18 May 1959, a PIA Vickers 815 Viscount skidded off the runway causing the aircraft to stop in a monsoon ditch. The aircraft suffered substantial damage; no crew or passengers were harmed in the accident. [джерело?]
- On 4 February 1986, a Pakistan International Airlines Boeing 747-200 Combi performed a belly landing at the airport. Apparently the crew had failed to release the landing gear on final approach. No passengers or crew were hurt and the aircraft received minor damage. [джерело?]
- On 15 February 2002, Erik Audé was arrested at Benazir Bhutto International Airport (then named Islamabad International Airport) for opium possession. [джерело?]
- During October 2005, Islamabad handled additional aircraft that provided aid for the affected people of Kashmir after the 2005 Kashmir earthquake. The largest of these aircraft was the An-225 Mriya. Virgin Atlantic Airways operated a special relief flight to Islamabad using a Boeing 747 with 55 tonnes of aid.[5]
- On 28 July 2010, Airblue Flight 202, a domestic flight from Karachi operated by Airbus A321 AP-BJB, crashed into the Margalla Hills in Islamabad while trying to land at the airport. The aircraft crashed into mountainous and wooded terrain near the city, killing all 152 people on board.
- From 8 to 11 February 2011, there was a workers' strike at the airport against the selling of destinations to Turkish Airlines and the sacking of six Pakistan International Airlines pilots. This led to the resignation of the managing director of PIA Capt.Aijaz Haroon and caused the cancelling of many flights. [джерело?]
- On 20 April 2012, a Boeing 737-200 (AP-BKC), Bhoja Air Flight 213 carrying 127 people on a flight from Karachi's Jinnah International Airport destined for Islamabad's Benazir Bhutto International Airport crashed near Chaklala killing all 127 people on board. Pakistani Defence Ministry officials believe that the plane crashed into a remote residential area. There were also bad weather conditions, with lightning and rain pouring at the time of landing. Eye-witness reports say that the aircraft was already on fire on its landing approach before it crashed. [джерело?] Initial reports suggest that as the pilots of Bhoja Air Flight B4-213 attempted to land amidst rain and strong winds, the ill-fated aircraft might have flown into an unexpected wind shear that possibly smashed it on the ground below. The aircraft had been retired by Shaheen Air and then acquired and placed in service by Bhoja Air in March 2012. [джерело?]

## References

### Citations
1. ↑  Pakistan Civil Aviation Authority Airport Statistics (PDF). Архів оригіналу (PDF) за 28 березня 2017. Процитовано 11 грудня 2016.
2. ↑  Air China Adds Islamabad; Karachi Service Changes from late-Oct 2015. Airlineroute. 10 серпня 2015. Архів оригіналу за 22 квітня 2016. Процитовано 10 серпня 2015.
3. ↑  Pakistan International Adds Islamabad - Kuala Lumpur Route from April 2015. Airline Route. 16 березня 2015. Архів оригіналу за 20 березня 2015. Процитовано 16 березня 2015.
4. ↑  Shaheen Air Adds Manchester Operation from mid-March 2016. airlineroute. Архів оригіналу за 3 березня 2016. Процитовано 24 лютого 2016.
5. ↑  Virgin Atlantic Operates Relief Flight To Islamabad, Pakistan[недоступне посилання з 01.10.2016]